# Dianemobius jucundus
Dianemobius jucundus är en insektsart som beskrevs av Liu, S. och Jengtze Yang 1998. Dianemobius jucundus ingår i släktet Dianemobius och familjen syrsor. Inga underarter finns listade i Catalogue of Life.